# Pniewa (dopływ Mołstowy)
Pniewa – struga w północno-zachodniej Polsce, w woj. zachodniopomorskim, na Równinie Gryfickiej; lewobrzeżny dopływ rzeki Mołstowy.
Pniewa bierze swój początek w okolicach wsi Darszyce, skąd biegnie na północ i przy przysiółku Ostrobodno łączy się ze strugą Pniewką. Następnie płynie w pobliżu wsi Pniewko, za którą biegnie w kierunku północno-wschodnim. Na północ od osady Czartkowo wpada do Mołstowy od lewego brzegu.